# Старица (приток Матросовки)
Старица (устар. Улпеш, Ульпеш, нем. Ulpesch) — река в России, находится в Славском районе Калининградской области. Устье реки — Матросовка. Длина реки составляет 15 км, площадь водосборного бассейна — 28,1 км².

## Данные водного реестра
По данным государственного водного реестра России относится к Балтийскому бассейновому округу, водохозяйственный участок реки — реки бассейна Балтийского моря в Калининградской области без рек Неман и Преголя. Относится к речному бассейну реки Неман и рекам бассейна Балтийского моря (российская часть в Калининградской области).
Код объекта в государственном водном реестре — 01010000312104300009698.

## Топографическая карта
- Лист карты N-34-31 Русне. Масштаб: 1 : 100 000. Состояние местности на 1984 год. Издание 1987 г.